# روبرت لين (سياسي)
روبرت لين (بالإنجليزية: Robert John Lynn)‏ هو سياسي أسترالي، ولد في 14 مارس 1873 في أستراليا، وتوفي في 12 سبتمبر 1928 في أستراليا بسبب التهاب الكلى. حزبياً، نشط في Nationalist Party (Australia) ‏.